# Maneca (bướm)
Maneca là một chi bướm ngày thuộc họ Lycaenidae.

## Các loài
- Maneca bhotea
- Maneca mamertina